# Kirby Buckets
Kirby Buckets  es una serie original de Disney XD, estrenada el 20 de octubre de 2014 en Estados Unidos y el 24 de enero de 2015 en Latinoamérica. Está dirigido hacia niños de edades entre 6-13 años. La serie trata sobre un niño de 13 años de edad, Kirby Buckets (Jacob Bertrand), que sueña con convertirse en un animador famoso como su ídolo Mac MacCallister. Kirby ve cómo sus dibujos toman forma, él y sus mejores amigos, Fish y Eli, tienen aventuras escandalosas e impredecibles.
La serie fue renovada para una segunda temporada el 13 de enero de 2015, las grabaciones comenzaron en marzo de 2015. Más tarde sería renovada para una tercera y última temporada bajo el nombre de Kirby Buckets Warped en marzo de 2016.

## Protagonistas
- Jacob Bertrand como Kirby Buckets, el protagonista y el hermano menor de Dawn. Es un animador.
- Mekai Curtis como Fish Fisher, uno de los mejores amigos de Kirby.
- Tiffany Espensen como Belinda, la mejor amiga de Dawn. Sabe el idioma ucraniano
- Olivia Stuck como Dawn Buckets, la principal antagonista y la hermana mayor de Kirby. Tenía ortodoncia, ahora es hermosa y no quiere perder su popularidad si presentan a la Dawnzilla (parodia animada de Godzilla).
- Cade Sutton como Eli Porter, uno de los mejores amigos de Kirby.
- Suzi Barrett como la señora Buckets.
- Michael Naughton como el señor Buckets.

## Desarrollo y producción
Disney XD primero desarrolló y puso a prueba  Kirby Buckets  en 2012 con los productores Gabe Snyder, Mike Alber, David Bowers y Kristofor Brown. Kirby Buckets fue recogido como una serie en febrero de 2014. La producción se inició en el verano de 2014 fijado para octubre del 2014.

## Temporadas
| Temporada | Temporada | Episodios | Estados Unidos        | Estados Unidos       | Latinoamérica                                                  | Latinoamérica           | España                  | España                   |
| Temporada | Temporada | Episodios | Comienzo              | Final                | Comienzo                                                       | Final                   | Comienzo                | Final                    |
| --------- | --------- | --------- | --------------------- | -------------------- | -------------------------------------------------------------- | ----------------------- | ----------------------- | ------------------------ |
|           | 1         | 21        | 20 de octubre de 2014 | 19 de agosto de 2015 | 18 de enero de 2015 (preestreno) 24 de enero de 2015 (estreno) | 25 de octubre de 2015   | 12 de diciembre de 2014 | 25 de septiembre de 2015 |
|           | 2         | 25        | 7 de octubre de 2015  | 29 de agosto de 2016 | 2 de enero de 2016                                             | 26 de noviembre de 2016 | 4 de diciembre de 2015  | 12 de octubre de 2016    |
|           | 3         | 13        | 16 de enero de 2017   | 2 de febrero de 2017 | 6 de mayo de 2017                                              | 17 de junio de 2017     | 24 de abril de 2017     | 23 de junio de 2017      |